# Talerfarn
Der Talerfarn (Adiantum reniforme) ist eine Pflanzenart aus der Gattung  der Frauenhaarfarne (Adiantum) innerhalb der Familie der Saumfarngewächse (Pteridaceae).

## Beschreibung

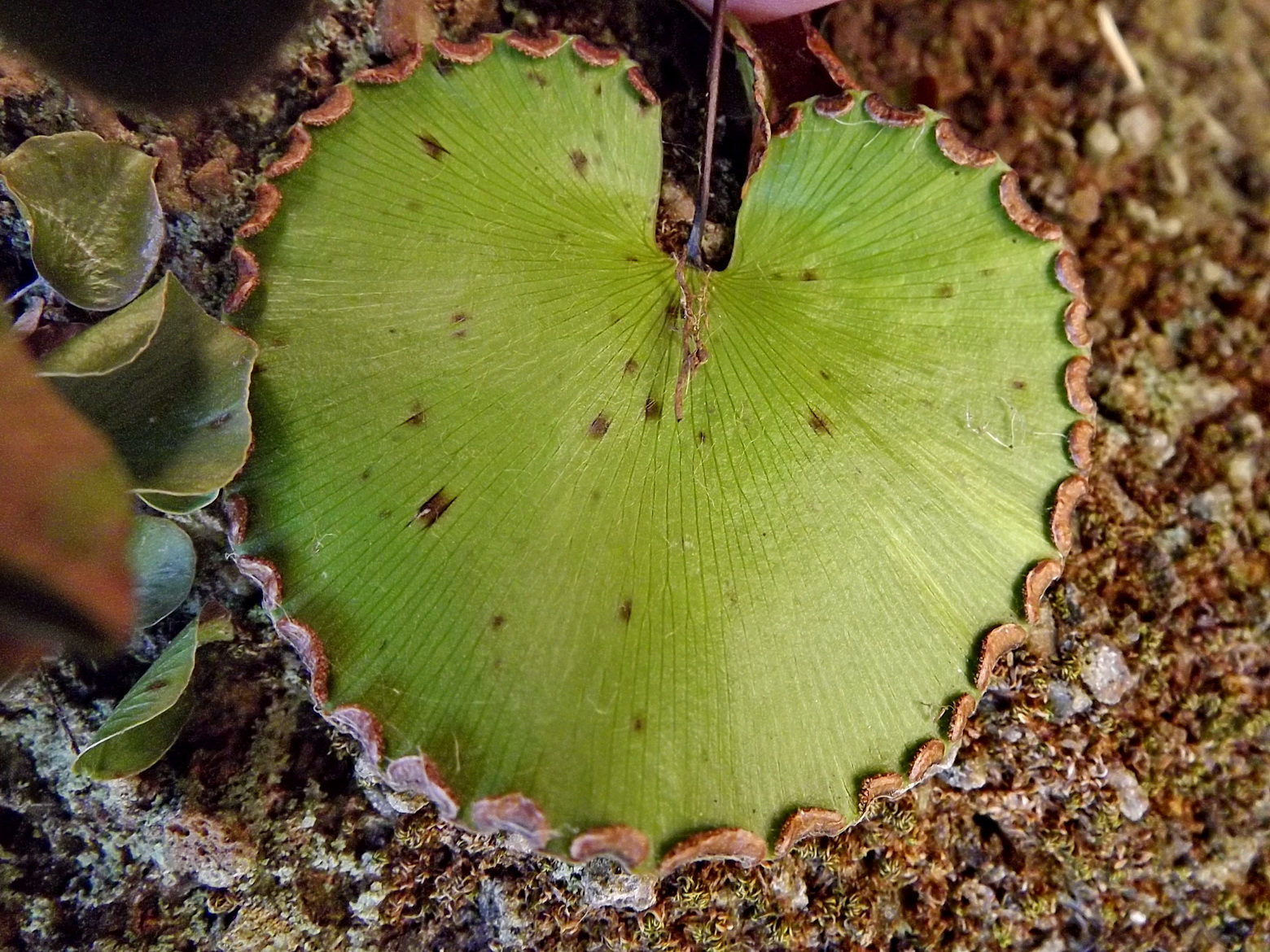
Blattunterseite

Der Talerfarn ist eine ausdauernde krautige Pflanze, die Wuchshöhen von 3 bis 30 Zentimetern erreicht. Der Blattwedel ist in Blattstiel und Blattspreite gegliedert. Der dunkelbraune Blattstiel ist 3 bis 14 Zentimeter lang. Die ledrige Blattspreite ist ungeteilt und bei einer Breite von etwa 7 Zentimetern, bei zierlichen Formen auch nur bis zu 3 Zentimetern nierenförmig bis herzförmig.
Die Sori befinden sich auf der Unterseite am umgeschlagenen, gekerbten Rand. Die Blattnerven verlaufen geradlinig von der Herzmitte bis zum Rand mit wenigen dichotomen Verzweigungen.
Die Sporenreife reicht Januar bis Dezember.
Die Chromosomenzahl beträgt 2n = 300.

## Vorkommen
Der Talerfarn kommt in Makaronesien, im Tschad im Tibestigebirge und von Kenia bis Malawi sowie auf Réunion und Mauritius vor. Auf den Kanarischen Inseln gedeiht er in schattigen Felsspalten der Lorbeerwaldregion; er steigt dort auch bis zur Küste herab und erträgt Trockenheit.

## Systematik und Verbreitung
Die Erstveröffentlichung von Adiantum reniforme erfolgte 1753 durch Carl von Linné in Species Plantarum, Tomus II, Seite 1094.
Bei manchen Autoren gibt es zwei Unterarten und eine Varietät:
- Adiantum reniforme subsp. pusillum (Bolle) Rivas Mart.: Sie kommt auf den Kanarischen Inseln und auf Madeira vor.[3]
- Adiantum reniforme L. subsp. reniforme: Sie kommt auf Madeira, auf den Kanarischen Inseln, auf den Kapverden, im Tschad, in Kenia, Malawi, Tansania und in der Demokratischen Republik Kongo vor.[3]
- Adiantum reniforme var. asarifolium (Willd.) Sim: Sie kommt auf Réunion und Mauritius vor.[3]